# 冒険者たち (Do As Infinityの曲)
「冒険者たち」（ぼうけんしゃたち）は、日本のロックバンド・Do As Infinityの11作目のシングル。

## 概要
- 前作「深い森」から約3ヶ月ぶりにして、アルバム『DEEP FOREST』からの先行シングル。
- 表題曲は花王『ラビナス新ヘアカラー』のCMソングに使用された[1]。同CMのタイアップは「翼の計画」以来、通算3作目となった。
- 今作で『ミュージックステーション』に3度目の出演を果たした[2]。
- オリコンチャート初登場7位を獲得。3作連続でトップ10入りを果たした。

## 収録曲
| #         | タイトル                             | 作詞・作曲 | 編曲                  | 時間  |
| --------- | ------------------------------------ | ---------- | --------------------- | ----- |
| 1.        | 「冒険者たち」                       | D・A・I    | D・A・I、Seiji Kameda | 4:11  |
| 2.        | 「Remember the hill」                | D・A・I    | D・A・I、Seiji Kameda | 5:16  |
| 3.        | 「冒険者たち (Instrumental)」        |            |                       | 4:11  |
| 4.        | 「Remember the hill (Instrumental)」 |            |                       | 5:12  |
| 合計時間: | 合計時間:                            | 合計時間:  | 合計時間:             | 18:50 |

1. 冒険者たち
作詞は川村サイコ、作曲は長尾大[注 1]。発売当時は邦楽であまり例がなかったイントロがベースリフで始まる楽曲。音楽評論家の平賀哲雄は加えて「リズムにしてもシンセにしてもマニアックに多種多用な音が散りばめられている」と評している。また、メンバー曰く「ライブの鉄板曲」で、ライブアレンジでは間奏でギターがリズムソロを担いキーボードがメロディソロを披露している[1]。
2. Remember the hill
3. 冒険者たち (Instrumental)
表題曲のインストゥルメンタルバージョン。
4. Remember the hill (Instrumental)
カップリング曲のインストゥルメンタルバージョン。

## タイアップ
- 花王『ラビナス新ヘアカラー』CMソング (#1)

## 収録アルバム
- DEEP FOREST (#1)
- Do The Best (#1、GREAT TOUR BAND version)
- Do The B-side (#2)
- Do The A-side (#1)
- Do The Best "Great Supporters Selection" (#1)
- The Best of Do As Infinity (#1)
- Lounge (#1)
- Do The Complete (#1)

## 2 of Us
「冒険者たち [2 of Us]」（ぼうけんしゃたち・トゥー・オブ・アス）は、日本のロックバンド・Do As Infinityの15作目の配信限定シングル。

### 概要
- 前作「柊 [2 of Us]」から続く16週連続配信企画『2 of Us』の第15弾シングル。

### 収録曲
1. 冒険者たち [2 of Us] [4:13]
作詞・作曲：D・A・I
編曲：Ryo Owatari
ライブでのアコースティックスタイルで披露されたアレンジを元に、イントロのベースリフをアコースティックギターで表現し、間奏はリズムソロで始めながらメランコリックな感じに変化させている[1]。

### 収録アルバム
- 2 of Us [RED] -14 Re:SINGLES-